# Articulația acromioclaviculară
Articulația acromioclaviculară (Articulatio acromioclavicularis) este o articulație sinovială plană dintre extremitatea acromială (laterală) a claviculei și marginea medială a acromionului scapulei. La această articulație capsula articulară  este întărită de ligamentul acromioclavicular, care se găsește pe partea superioară a capsulei, legând acromionul cu clavicula. Fețele articulare sunt reprezentate de: fața articulară claviculară de pe acromion și fața articulară acromială de pe extremitatea acromială a claviculei. Între cele două fețe articulare se găsește un disc articular fibrocartilaginos. Ligamentul coracoclavicular realizează unirea la distanță a claviculei cu scapula; el este situat pe partea inferioară a capsulei articulare și leagă fața inferioară a claviculei de procesul coracoid. Ligamentul coracoclavicular are două porțiuni : ligamentul trapezoid și ligamentul conoid.